# Пјекари Слонскје
Пјекари Слонскје (пољ. Piekary Śląskie) је град у Пољској у Војводству Шлеском у Повјату Piekary Śląskie. Према попису становништва из 2011. у граду је живело 57.917 становника.

## Становништво
Према прелиминарним подацима са пописа, у граду је 2011. живело 57.917 становника.
| 2002.  | 2011.  | 2012.  |
| ------ | ------ | ------ |
| 60.909 | 57.917 | 57.502 |

## Партнерски градови
- Кромјержиж